# Alano I d'Avaugour
Alano, d’Avaugour o di Penthièvre (; in francese Alain Ier d'Avaugour; ... – 29 dicembre 1212), è stato un nobile francese bretone, che fu conte di Penthièvre dal 1177 fino alla sua morte.

## Origine
Alano, secondo la Anciens évêchés de Bretagne histoire et monum. par J. Geslin de Bourgogne, Volume 4, era il figlio secondogenito del Conte di Tréguier et de Guingamp, Enrico e della moglie (come risulta dalle Mémoires pour servir de preuves à l´histoire ecclésiastique et civile de Bretagne, Tome I), Matilde (1130 circa - 1214), figlia del conte di Vendôme, Giovanni I (Mathildem filiam Johannis Vindocin. comitis), e, secondo il Ex Fragmentis Chronicorum Comitum Pictaviæ, Ducum Aquitaniæ, di Berta du Puy-du-Fou.
Enrico di Penthièvre, secondo la Genealogia Comitum Richemundiæ post conquestum Angliæ, era figlio del terzo conte di Penthièvre e terzo signore (lord) di Richmond, Stefano I senza citare la moglie di Stefano I: Havoise di Guingamp, di cui non conosciamo gli ascendenti. Havoise di Guingamp era la madre di Enrico, come risulta sia dal documento n° 7 del The Honour of Richmond in cui la madre, Havoise (Haduissis comitisse) ed il figlio Enrico (Henrici), controfirmano una donazione del marito Stefano I, che dal documento n° 10 del The Honour of Richmond il conte Stefano, cita la moglie, Havoise ed i tre figli, tra cui Enrico.

## Biografia
Nel 1152, suo fratello (primogenito) di nome Enrico, come il padre morì prematuramente e suo padre fece una donazione all'abbazia di Notre-Dame-en-Saint-Melaine, a suffragio dei propri genitori, dei suoi due fratelli e del figlio primogenito.
Secondo il documento n° DXLV, di incerta datazione (prima del 1156), del Cartulaire de l´abbaye cardinale de la Trinité de Vendôme, Tome II, suo padre, Enrico, assieme alla moglie Matilde ed al suocero, Giovanni I, fece dono della chiesa della Santa Croce di Guingamp all'abbazia della Trinità di Vendôme.
Non molto tempo dopo (prima del 1159), secondo la Anciens évêchés de Bretagne histoire et monum. par J. Geslin de Bourgogne, Volume 4, suo padre, Enrico fece una donazione assieme ai tre figli, Alano, Stefano e Conan.
Ancora, secondo le Mémoires pour servir de preuves à l´histoire ecclésiastique et civile de Bretagne, Tome I, Enrico fu espropriato dei suoi possedimenti, in un anno imprecisato, dal figlio di suo fratello, Alano,
Conan, che era già duca titolare e dal 1156 era divenuto duca effettivo di Bretagna, Conan IV; non molto tempo dopo, Enrico recuperò i suoi possedimenti e li mantenne sino al 1181, quando sua nipote, Costanza si unì in matrimonio al figlio del re d'Inghilterra e duca di Normandia, Enrico II, Goffredo, che divenne il duca di Bretagna, Goffredo II.
In data imprecisata (alcuni storici fanno riferimento al 1177, ultimo anno in cui si firma come conte, altri invece in anni successivi), secondo la Genealogia Comitum Richemundiæ post conquestum Angliæ, suo cugino il conte di Penthièvre, Goffredo Boterel III cedette tutti i suoi domini ed i suoi titoli ad Alano I, col consenso della sorella, Edi e dei suoi figli. Questo avvenimento viene confermato anche nelle Mémoires pour servir de preuves à l´histoire ecclésiastique et civile de Bretagne, Tome I, che ricordano che Alano per questi domini andò a rendere omaggio al re di Francia, Filippo Augusto.
Verso il 1185, Alano prese in moglie, Petronilla di Beaumont, figlia del visconte di Beaumont, Riccardo I e della moglie, Lucia di Laigle: infatti tra il 1184 ed il 1189, Alano, secondo la Anciens évêchés de Bretagne histoire et monum. par J. Geslin de Bourgogne, Volume 4, Alano fondò, assieme alla moglie, l'abbazia di Saint-Rion.
Nel 1189, secondo le Mémoires pour servir de preuves à l´histoire ecclésiastique et civile de Bretagne, Tome I, Alano (Alanus Henrici comitis filius) fece una donazione all'abbazia di Beauport assieme alla moglie Petronilla (domina Petronilla uxor domini Alani).
Suo padre, Enrico era morto dopo il 1183; secondo le Europäische Stammtafeln, libro III, pag 155, non consultate, Enrico morì nel 1190.
Dopo la morte del padre, Alano secondo il Domesday Descendants, Alano riottenne la contea di Guingamp.
Alano, secondo la Anciens évêchés de Bretagne histoire et monum. par J. Geslin de Bourgogne, Volume 4, Alano, nel 1202, fondò, assieme alla moglie, Petronilla ed ai fratelli, Stefano e Conan l'abbazia di Notre-Dame-de-Beauport,.
Alano, nel 1203, rimase vedovo; infatti il nècrologe de Beauport riferisce della morte, il 19 agosto (XIV Kal. Aug.), della contessa Petronilla (Petronille comitisse), ricordandola come prima moglie del fondatore (prime uxoris fundatoris nostri) e cofondatrice (Petronilla fundatrice nostra) dell'abbazia.
Verso il 1204, Alano si risposò, in seconde nozze, con Adelaide ( † 13 ottobre 1216), di cui non si conoscono gli ascendenti.
Nel 1209, Alano, secondo le Mémoires pour servir de preuves à l´histoire ecclésiastique et civile de Bretagne, Tome I, stipulò un trattato col reggente del ducato di Bretagna, Guy de Thouars che prevedeva il fidanzamento del suo figlio primogenito, Enrico, con la figlia di Guido, la duchessa di bretagna, Alice. Alice (1201-1221), secondo la Chronica Albrici Monachi Trium Fontium era la figlia della duchessa di Bretagna, Constanza (1166-1201) e del suo terzo marito, Guy de Thouars( † 1213), ed era succeduta al fratellastro, Arturo I (1187-1203).
In quello stesso anno, Alano, secondo il documento n° LXXIX del Recueil d´actes inédites des ducs et princes de Bretagne, come padre del futuro duca di Bretagna, scrisse una lettera di conferma dei suoi titoli e domini ad Andrea Vitreio.
Alano, nel 1211, secondo il documento n° XIX della Anciens évêchés de Bretagne histoire et monum. par J. Geslin de Bourgogne, Volume 3, confermò una donazione all'abbazia di Sainte-Marie-de-Boquen, col consenso dei propri figli, Enrico e Goffredo.
La morte di Alano, nel 1212, viene riportata sia dal Ex Chronico Britannico Altero che lo ricorda col titolo di conte, figlio di Enrico (Alanus Comes, filius Henrici comitis), sia dal Ex Chronico Savigniacensis Monasterii che precisa che morì addirittura il primo gennaio successivo (Obiit Alanus comes de Goilou, filius Henrici comitis, kalendis januarii).

## Discendenza
Alano da Petronilla non ebbe figli.
Alano invece ebbe due figli da Adelaide, che gli sopravvisse quattro anni; infatti la morte di Adelaide viene riportata, nel 1216, sia dal Ex Chronico Britannico Altero (obiit Aheles comitissa, Alani Comitis uxor, mater Henrici) che dal nècrologe de Beauport, che precisa anche il giorno: 13 ottobre, oltre che a ricordarla come seconda moglie (III Id. Oct. Comm. Aeladis comitisse, secunde uxoris comitis Alani fundatoris nostri):
- Enrico I[20] (1205 - 1281), Conte di Penthièvre
- Goffredo[27] ( † 1281), signore di Quintin.

### Fonti primarie
- (LA) Monumenta Germaniae Historica, Scriptores, tomus XXIII. URL consultato il 1º marzo 2020 (archiviato dall'url originale il 13 giugno 2018)..
- (LA) Recueil d´actes inédites des ducs et princes de Bretagne..
- (LA) Mémoires pour servir de preuves à l´histoire ecclésiastique et civile de Bretagne, Tome I..
- (LA) cartulaire de l'abbaye cardinale de la trinité de vendôme..
- (LA) Anciens évêchés de Bretagne histoire et monum. par J. Geslin de Bourgogne, Volume 3..
- (LA) Anciens évêchés de Bretagne histoire et monum. par J. Geslin de Bourgogne, Volume 4..
- (LA) Cartulaire de l'abbaye de Saint-Aubin d'Angers, tome II..
- (LA) Rerum Gallicarum et Francicarum Scriptores, tomus XII..
- (LA) Rerum Gallicarum et Francicarum Scriptores, tomus XVIII..
- (LA) Early Yorkshire Charters, IV..

### Letteratura storiografica
- Louis Halphen, "La Francia dell'XI secolo", cap. XXIV, vol. II (L'espansione islamica e la nascita dell'Europa feudale) della Storia del Mondo Medievale, 1999, pp. 770–806.
- William John Corbett, "L'evoluzione del ducato di Normandia e la conquista normanna dell'inghilterra", cap. I, vol. VI (Declino dell'impero e del papato e sviluppo degli stati nazionali) della Storia del Mondo Medievale, 1999, pp. 5–55.
- William John Corbett, "Inghilterra 1087 - 1154", cap. II, vol. VI (Declino dell'impero e del papato e sviluppo degli stati nazionali) della Storia del Mondo Medievale, 1999, pp. 56–98.
- (FR) Mémoires pour servir de preuves à l´histoire ecclésiastique et civile de Bretagne, Tome I..
- (FR) Recueil d´actes inédites des ducs et princes de Bretagne..